# Lac de Manyas
Pour les articles homonymes, voir Manyas.
Le Lac de Manyas (en turc Manyas Gölü, Kuş Gölü ou Manyas Kuşgölü) ou Kuşgölü (en turc : lac de l'oiseau) est une zone humide située dans l'Ouest de la Turquie. 
L'étendue d'eau douce est peu profonde mais assez vaste (160 km2) et bénéficie d'une grande productivité biologique, ce qui en fait une position doublement stratégique pour la migration des oiseaux. 

## Écologie
Ce site est d'importance majeure pour la migration des oiseaux, ce qui justifie son classement au titre de la convention de Ramsar et comme l'un des sept parcs nationaux de Turquie, intégré dans le réseau émeraude européen. Les ceintures de végétation sont constituées de roseaux, de saules, frênes et aulnes. Les migrateurs s'ajoutent aux résidents avec notamment (par ordre alphabétique) : aigles, avocettes, cygnes, éperviers, faucons pérégrins, griffons, grues cendrées, hérons gris, hérons nocturnes, hérons rouges, hirondelles des sables, oies et canards sauvages, pélicans, cigognes, petits hérons blancs, plongeons, spatules blanches. Le pélican frisé (Pelecanus crispus), espèce menacée à échelle mondiale y vit.
Pendant longtemps, le lac n'a été protégé que pour une partie de sa superficie. Le pays n'a pris qu'en 2004 la décision d'étendre la zone Ramsar à la totalité du lac, avec les vifs encouragements de l'Europe via son « Comité pour les activités du Conseil de l’Europe en matière de diversité biologique et paysagère » (CO-DBP), ce qui devrait lui permettre de retrouver son diplôme européen des espaces protégés. 
L'agriculture est pratiquée depuis longtemps dans les zones inondables, devenue par endroits relativement intensive avec de vastes cultures de tournesol. 

## Histoire
La chasse y était déjà soumise à des restrictions en 1658 (permis nécessaire et taxes à payer à l'État turc).
La première installation humaine connue serait (Ergili Köyü) au sud-est du lac. Les Perses occupaient le site 700 ans avant Jésus-Christ. La partie nord du lac ne serait occupée, notamment par des pêcheurs, que depuis les années 1900 alors que les Ottomans en occupaient déjà le sud.

## Menaces
L'écosystème fragile du lac est menacé par la construction de digues, l'agriculture et ses intrants (et le drainage) et les impacts des aménagements humains sur les fluctuations naturelles du niveau de l'eau, l'écosystème dépendant de l'inondation printanière et l'assec des berges en été. Les aménagements de berges contribuent à la fragmentation écologique du site, et l'agriculture devenue plus intensive dégrade certaines zones. Le braconnage et la pression de la chasse en périphérie, de même que le saturnisme aviaire lié à l'utilisation de cartouche à grenaille de plomb ont également des impacts possibles.

## Santé
C'est à proximité de cette zone que des foyers de grippe aviaire ont été détectés en Turquie à l'automne 2005, sans que l'on puisse être certain d'un lien de cause à effet.